# 나는 가수다
〈나는 가수다〉는 《일밤》의 한 코너이기도 했으며, 줄여서 나가수라고 부르기도 한다.
또한, 타이틀 로고에서는 ㄱ이 7로 대체되어 '나는 7ㅏ수다'라고 표기된다. 방영 초기에는 서바이벌 나는 가수다였다가, 후에 제목에서 "서바이벌"을 제거하였다.
2011년에 1기가 처음 방송되었고, 이후 2012년 4월에 2기가 제작 및 방송되었으며, 2015년 1월에는 3기가 방송됐다.

## 시즌 목록
1기 - 나는 가수다 1
방송 기간 - 2011년 3월 6일 ~ 2012년 2월 19일
방송 횟수 - 총 48부작
역대 출연자 - 박정현, 김범수, 김건모, YB, 백지영, 이소라, 정엽, 임재범, BMK, 김연우, 옥주현, JK 김동욱, 장혜진, 조관우
김조한, 자우림, 인순이, 윤민수, 바비 킴, 김경호, 조규찬, 거미, 적우, 박완규, 신효범, 테이, 이영현, 이현우
2기 - 나는 가수다 II
방송 기간 - 2012년 4월 29일 ~ 2012년 12월 30일
방송 횟수 - 총 35부작
역대 출연자 - 이은미, 김연우, 이수영, 정엽, 백두산, 이영현, 박완규, 박미경, JK김동욱, 박상민, 정인, 김건모
 국카스텐, 한영애, 소향, 서문탁, 변진섭, 윤하, 카이, 더 원, 소찬휘, 시나위, 이정, 조장혁
3기 - 나는 가수다 3
방송 기간 - 2015년 1월 30일 ~ 2015년 4월 24일
방송 횟수 - 총 13부작
역대 출연자 - 박정현, 양파, 하동균, 소찬휘, 효린, 스윗소로우, 휘성, 몽니, 나윤권, 체리필터, 김경호

## 특집 방송
나는 가수다 명곡 BEST 10 - 2013 추석특집방송
방송일 - 2013년 9월 18일
출연자 - 국카스텐, 김경호, 김범수, 박정현, 박완규, YB, 윤민수, 인순이, 장혜진
| 순서 | 가수     | 노래 제목 (원곡 가수)         | 경연 순위 |
| ---- | -------- | ----------------------------- | --------- |
| 1    | 박정현   | 이젠 그랬으면 좋겠네 (조용필) | 1위       |
| 2    | 김경호   | 못 찾겠다 꾀꼬리 (조용필)     | -         |
| 3    | 장혜진   | 술이야 (바이브)               | -         |
| 4    | 윤민수   | 그리움만 쌓이네 (여진)        | -         |
| 5    | 국카스텐 | 한 잔의 추억 (이장희)         | -         |
| 6    | 김범수   | 제발 (이소라)                 | -         |
| 7    | YB       | 붉은 노을 (이문세)            | -         |
| 8    | 박완규   | 고해 (임재범)                 | -         |
| 9    | 인순이   | 아버지                        | 2위       |
2014 나는 가수다
방송일 - 2014년 9월 9일
출연자 - 김종서, 더 원, 박기영, 시나위, 윤민수, 플라이 투 더 스카이, 효린
- 1차 경연 : 자기곡
| 순서 | 가수                | 노래 제목               | 경연 순위 |
| ---- | ------------------- | ----------------------- | --------- |
| 1    | 효린                | Ma Boy                  | 6위       |
| 2    | 더 원               | 썸데이 (김동희)         | 2위       |
| 3    | 플라이 투 더 스카이 | Missing you             | 5위       |
| 4    | 박기영              | 나비                    | 3위       |
| 5    | 김종서              | 플라스틱 신드롬         | 4위       |
| 6    | 시나위              | 슬픔의 이유 (With 리아) | 7위       |
| 7    | 윤민수              | 술이야 (Feat. 벤)       | 1위       |
- 2차 경연 : 자유곡
| 순서 | 가수                | 노래 제목 (원곡 가수)                 | 경연 순위 |
| ---- | ------------------- | ------------------------------------- | --------- |
| 1    | 시나위              | 세계로 가는 기차 (With 리아) (들국화) | -         |
| 2    | 효린                | 귀로 (박선주)                         | 2위       |
| 3    | 윤민수              | 내곁에서 떠나가지 말아요 (빛과 소금)  | -         |
| 4    | 플라이 투 더 스카이 | 사랑했지만 (김광석)                   | -         |
| 5    | 더 원               | 잊지말아요 (백지영)                   | 1위       |
| 6    | 김종서              | 일어나 (김광석)                       | -         |
| 7    | 박기영              | 눈의 꽃 (박효신)                      | -         |
DMC 페스티벌 2015 나는 가수다 레전드
방송일 - 2015년 9월 12일
출연자 - 양파, 국카스텐, 서문탁, 소향, 소찬휘, 스윗소로우, 인순이, YB
| 순서 | 가수       | 노래 제목        | 노래 제목 (원곡 가수)            |
| ---- | ---------- | ---------------- | -------------------------------- |
| 1    | 양파       | 애송이의 사랑    | 아름다운 강산 (신중현과 엽전들)  |
| 2    | 국카스텐   | 꼬리             | 어서 말을 해 (해바라기)          |
| 3    | 서문탁     | 사미인곡         | Butterfly (Loveholics)           |
| 4    | 소향       | 꿈               | I Have Nothing (Whitney Houston) |
| 5    | 소찬휘     | Tears            | 잘못된 만남 (김건모)             |
| 6    | 스윗소로우 | 그대에게 하는 말 | 바람이 분다 (이소라)             |
| 7    | 인순이     | 아버지           | 난 괜찮아 (진주)                 |
| 8    | YB         | 박하사탕         | 빙글빙글 (나미)                  |
DMC 페스티벌 2016 나는 가수다 전설의 귀환
방송일 - 2016년 10월 7일
출연자 - 김경호, 장혜진, 더 원, 서문탁, 한영애, 박정현, YB
| 순서 | 가수   | 노래 제목              | 노래 제목 (원곡 가수)        |
| ---- | ------ | ---------------------- | ---------------------------- |
| 1    | 김경호 | 금지된 사랑            | 이유 같지 않은 이유 (박미경) |
| 2    | 장혜진 | 꿈의 대화              | 가질 수 없는 너 (뱅크)       |
| 3    | 더 원  | 사랑아                 | 지나간다 (김범수)            |
| 4    | 서문탁 | 사랑, 결코 시들지 않는 | 등대지기                     |
| 5    | 한영애 | 누구없소?              | 사랑한 후에 (들국화)         |
| 6    | 박정현 | 꿈에                   | 나 가거든 (조수미)           |
| 7    | YB     | 나는 나비              | 커피 한 잔 (펄 시스터즈)     |

## 같이 보기
- 아시가수